# Коняшкина, Марина Сергеевна
Мари́на Серге́евна Коня́шкина (род. 7 июля 1985 года, Минск, Белорусская ССР, СССР) — российская актриса театра и кино.

## Биография
Марина Коняшкина родилась 7 июля 1985 года в городе Минске Белорусской ССР. Отец — военный, мать — преподаватель белорусского языка. Есть брат, тоже военный. Семья живёт в Минске.
С 1992 по 2002 годы Марина училась в общеобразовательной средней школе № 84 города Минска.
Учась в школе, она и не думала становиться актрисой. С раннего детства мечтала путешествовать. Но, встретив однажды подругу, которая со своей театральной студией побывала на фестивалях в Париже и других городах Европы, Марина тоже пошла в студию. Правда, успела съездить только в Гатчину, после чего уехала в Москву учиться актёрскому мастерству.
В 2005 году, ещё будучи студенткой театрального ВУЗа, Марина Коняшкина дебютировала в кинематографе, сыграв главную роль девушки Нади в военной драме «Глубокое течение» (производство — «Беларусьфильм»), снятой по мотивам романов «Снежные зимы» и «Глубокое течение» белорусского писателя Ивана Шамякина, и посвящённой 60-летию Победы в Великой Отечественной войне.
В 2007 году окончила актёрский факультет Театрального института имени Бориса Щукина (курс Павла Любимцева).
Сразу после окончания института была принята в труппу Московского Художественного театра имени А. П. Чехова, дебютировав на его сцене в главной роли в спектакле «Ундина» по одноимённой пьесе Жана Жироду в постановке Николая Скорика. Помимо этого спектакля, с 2009 года Марина занята в постановках «Пиквикский клуб» режиссёра Евгения Писарева и «Дворянское гнездо» режиссёра Марины Брусникиной. Актриса продолжает сотрудничество с МХТ имени А. П. Чехова по настоящее время.
Марина Коняшкина не замужем. Живёт в Москве.

## Творчество

### Роли в театре

#### «Квартет И»
- 2005 — «Быстрее, чем кролики» (режиссёр — Сергей Петрейков) — Лена

#### МХТ имени А. П. Чехова
- 2007 — «Ундина» (по пьесе «Ундина» Жана Жироду, режиссёр — Николай Скорик) — Ундина (главная роль)[2][3]
- 2009 — «Пиквикский клуб» (по роману «Посмертные записки Пиквикского клуба» Чарльза Диккенса, режиссёр — Евгений Писарев) — Эмили Уордль, дочь помещика[2][4][5]
- 2009 — «Дворянское гнездо» (по роману «Дворянское гнездо» Ивана Тургенева, режиссёр — Марина Брусникина) — девушка[6]

### Фильмография
1. 2005 — Глубокое течение — Надежда (главная роль)
2. 2007 — Искушение — Вика
3. 2008 — Богатая и любимая — эпизод
4. 2008 — Жизнь, которой не было — Вика
5. 2008 — Защита Красина (второй сезон) — Лера Божко, владелица консалтинговой компании
6. 2009 — Барвиха — Фролова
7. 2009 — Ромашка, кактус, маргаритка — Маргарита Федотова (Марго) (главная роль)
8. 2009 — Телохранитель (второй сезон) — Татьяна Красавина, молодой археолог
9. 2010 — Александра — Александра Куликова, фельдшер «скорой помощи» (главная роль)
10. 2010 — Врач — Ирина Полежаева, палатный врач
11. 2010 — Всё ради тебя — Наталья, приёмная дочь Ирины (главная роль)
12. 2010 — Дом малютки — Тамара, подруга Веры
13. 2010 — Телохранитель (третий сезон) — Татьяна Красавина, молодой археолог
14. 2010 — Шериф — Лера
15. 2011 — Мы объявляем вам войну — Света (главная роль)
16. 2011 — Амазонки — Варвара Аркадьевна Крестовская, агент специального экспериментального подразделения (СЭП) «Амазонки», эксперт-криминалист (главная роль)[7]
17. 2011 — Метод Лавровой (фильм одиннадцатый «Чёрные глаза») — Олеся Левкова, официантка
18. 2011 — Ласточкино гнездо — Елизавета, подруга Ромы
19. 2011 — Мантикора — эпизод
20. 2011 — Пусть говорят — Галина Старостина
21. 2012 — В зоне риска (серия № 9) — Мэри Фиделити Холбрук и Евгения Карабина, сёстры-близнецы
22. 2012 — Детка — Галина Дмитриевна, преподаватель физкультуры
23. 2012 — Космонавтика — Валентина
24. 2012 — Право на правду — Ангелина Ловцова
25. 2012 — Средство от смерти — Виктория Мартова, дочь чиновника Виталия Мартова
26. 2013 — Билет на двоих — Варвара Пригожина (главная роль)
27. 2013 — Дети Водолея — Любовь
28. 2013 — Ловушка — Ирина, дочь Валуева
29. 2013 — Мой папа — лётчик — Людмила Ермакова, официантка (главная роль)
30. 2013 — Пока живу, люблю — Виктория (главная роль)
31. 2013 — Цена жизни — Эльза Рубашкина, адвокат
32. 2013 — Чёрные кошки — Дарья Кирилловна Демидова, врач (главная роль)[1]
33. 2013 — Не отпускай меня — Маргарита Владимировна Самаркина, бухгалтер (главная роль)
34. 2014 — Сын за отца — Елена Ковалёва, медицинская сестра, сестра Павла и Николая
35. 2014 — Трюкач — Александра, каскадёр
36. 2014 — Крёстный — Катя, медицинская сестра
37. 2014 — Питер–Москва — Варя
38. 2015 — Неподкупный — Ольга Волгина, жена Градова
39. 2015 — Лучше не бывает — Виктория Чернова, жена банкира (главная роль)
40. 2015 — Пятый этаж без лифта — Серафима, риэлтор (главная роль)
41. 2015 — Никонов и Ко — Анна (главная роль)
42. 2015 — На перекрёстке радости и горя — Вера
43. 2016 — Свой чужой сын — Анна Корабельник (главная роль)
44. 2016 — Карина Красная — Карина (главная роль)
45. 2016 — Коготь из Мавритании 2 — Александра Мур, майор полиции
46. 2016 — Дом на холодном ключе — Арина Миронова (главная роль)
47. 2017 — Завтрак в постель — Арина Волошина (главная роль)
48. 2017 — Торгсин — Роза, продавец
49. 2017 — Заложница — Инга (главная роль)
50. 2018 — Злоумышленница — Сима (главная роль)
51. 2018 — Нераскрытый талант 2 — Анна
52. 2018 — Училка — Татьяна Сорокина (главная роль)
53. 2018 — Родительское право — Елена (главная роль)
54. 2019 — Город влюблённых — Александра (главная роль)
55. 2019 — Святая ложь — Лариса
56. 2019 — Чёрная лестница — Елена Архипова, судмедэксперт
57. 2019 — Волшебное слово — Женя (главная роль)
58. 2019 — Почти семейный детектив — Ганна (главная роль)
59. 2019 — Союз спасения — княгиня Екатерина Трубецкая
60. 2020 — Хрустальная ловушка — Ольга (главная роль)
61. 2020 — Чужая сестра — Катя
62. 2020 — Близнец — Ирма
63. 2021 — Психология преступления. Чёрная кошка в тёмной комнате — Валентина
64. 2021 — Несломленная — Анна Стрельцова (главная роль)
65. 2021 — Тайна Лилит — Мила
66. 2021 — Когда закончится февраль — Ольга Рябинина (главная роль)
67. 2021 — Загс — Лидия Ильина (главная роль)
68. 2022 — Последний шанс — Настя (главная роль)
69. 2022 — Союз Спасения. Время гнева — княгиня Екатерина Трубецкая
70. 2022 — Чебурашка — Люба
71. 2023 — Ча-ча-ча — Рита
72. 2024 — Анка с Молдаванки. Пять лет спустя (в производстве)
73. 2025 — Закон случайных совпадений — (главная роль; в производстве)
74. 2025 — Извозчик (в производстве)
75. 2025 — Чебурашка 2 — Люба, жена Гены, мать Тани (в производстве)